# Grand prix Poncetton
Le grand prix Poncetton est un prix littéraire décerné annuellement par la Société des gens de lettres de 1970 à 2010. Récompensant initialement un auteur pour l'ensemble de son œuvre, il fut à partir de 1993 décerné pour un ouvrage en particulier.

## Liste des lauréats
- 1970 : Marc Bernard
- 1971 : Marcel Sauvage
- 1972 : Pierre Minet
- 1973 : André Fraigneau
- 1974 : Elian Judas Finbert
- 1975 : Vladimir Pozner
- 1976 : Louis Calaferte
- 1977 : Louis Guilloux
- 1978 : Claude Aveline
- 1979 : Henry Thomas
- 1980 : Jean Bassan
- 1981 : André Beucler
- 1982 : Philippe Chabaneix et Georges Schehadé
- 1983 : Philippe Jaccottet et Marc Soriano
- 1984 : René-Jean Clot
- 1985 : Roland Dubillard
- 1986 : Jean Bloch-Michel
- 1987 : Pierre Bettencourt
- 1988 : Jean Grosjean
- 1989 : Yves Gibeau
- 1990 : François Caradec
- 1991 : Dominique Arban
- 1992 : Jean Lescure
- 1993 : Joël Schmidt pour Le Pavillon de l'aurore (Le Rocher)
- 1994 : Gilbert Lascault pour Gens ordinaires de Sore-les-sept-jardins (L'Arpenteur)
- 1995 : Michel Chaillou pour La Vie privée du désert (Seuil)
- 1996 : Jean-François Lyotard pour Signé Malraux (Grasset)
- 1997 : Michel Ragon pour D'une berge à l'autre, pour mémoire 1943-1953 (Albin Michel)
- 1998 : Ahmadou Kourouma pour En attendant le vote des bêtes sauvages (Le Seuil)
- 1999 : Jacques Lacarrière pour Un jardin pour mémoire (Nil éditions)
- 2000 : Richard Jorif pour Tohu-bohu (Julliard)
- 2001 : Gisèle Prassinos pour Le Visage effleuré de peine (Éditions du Cardinal)
- 2002 : Gaston Compère pour Anne de Chantraine ou la Naissance d'une ombre (La Renaissance du Livre)
- 2003 : Richard Millet pour Ma vie parmi les ombres (Gallimard)
- 2004 : Claude Pujade-Renaud pour Chers disparus (Actes Sud)
- 2005 : Albert Cossery pour la parution de ses Œuvres complètes (Joëlle Losfeld)
- 2006 : Pierre Charras pour Bonne nuit, doux prince (Mercure de France)
- 2007 : Jean-Philippe Domecq pour Cette rue (Fayard)
- 2008 : Philippe de la Genardière pour L'Année de l'éclipse (Sabine Wespieser)
- 2009 : François Jullien pour Les Transformations silencieuses (Grasset)
- 2010 : Jérôme Ferrari pour Où j'ai laissé mon âme (Éditions Actes Sud)